# Attilio Martella
Attilio Martella (Raccuja, 15 ottobre 1919 – Messina, 7 agosto 1991) è stato un attore italiano.

## Biografia
Figura minore degli anni cinquanta, Attilio Martella esordisce in un film di Giuseppe De Santis, Roma ore 11, del 1952; da allora continuò a recitare in ruoli di secondo piano, in film di discreta qualità e non privi di interesse.
Tra i film a cui ha preso parte, ricordiamo Il matrimonio di Antonio Petrucci del 1954, Scandali al mare, di Marino Girolami del 1961 e Sedotta e abbandonata di Pietro Germi del 1964; inoltre Attilio Martella fu anche pittore specializzato nel piccolo formato.
Alberto Moravia scrisse su Attilio Martella questa recensione: ..Questa sua lunga esperienza di riposare sul piccolo formato e questo suo ricercarsi senza i tormenti di tante nature indisciplinate troppo piene di una serietà che non hanno, che fanno della loro arte il trionfo di una logorante macchinazione tesa al bizzarro o alla vasta tela pur di colpire ad ogni costo e di mascherare la loro invalidità, è per Martella quasi una sfida, è l'indice della sua maturità e della sua disciplina; ne è arduo avvicinarlo alle migliori firme che il piccolo formato ci ha in tutti i tempi offerto. Poeta della parola, trasferisce al colore il suo palpito e la sua validità, aderendo al "piccolo" come se fosse più grande dei suoi bisogni. "E sa cogliere nella natura gli aspetti e i momenti che meglio rispondono al suo sentimento e alla sua riflessione".
Ad Attilio Martella anche Renato Guttuso dedica alcune parole significative: "Natura poetica ed ispirazione fresca, espressione di un delicato sentimento e di una riflessione priva di turbamenti intellettualistici".

## Filmografia
- Il sole negli occhi, regia di Antonio Pietrangeli (1953)
- Il matrimonio, regia di Antonio Petrucci (1953)
- Piovuto dal cielo, regia di Leonardo De Mitri (1953)
- Allegro squadrone, regia di Paolo Moffa (1954)
- Le signorine dello 04, regia di Gianni Franciolini (1954)
- La catena dell'odio, regia di Piero Costa (1955)
- Lo scapolo, regia di Antonio Pietrangeli (1955)
- I pappagalli, regia di Bruno Paolinelli (1955)
- Racconti romani, regia di Gianni Franciolini (1955)
- Parola di ladro, regia di Gianni Puccini e Nanni Loy (1956)
- Peccato di castità, regia di Gianni Franciolini (1956)
- Totò lascia o raddoppia?, regia di Camillo Mastrocinque (1956)
- Classe di ferro, regia di Turi Vasile (1957)
- Gambe d'oro, regia di Turi Vasile (1958)
- Un maledetto imbroglio, regia di Pietro Germi (1959)
- Scandali al mare, regia di Marino Girolami (1961)
- La donna degli altri è sempre più bella, regia di Marino Girolami (1963)
- Sedotta e abbandonata, regia di Pietro Germi (1964)
- Le dieci meraviglie dell'amore, regia di Sergio Bergonzelli (1968)